# Conostigmus erythrothorax
Conostigmus erythrothorax är en stekelart som först beskrevs av William Harris Ashmead 1893.  Conostigmus erythrothorax ingår i släktet Conostigmus och familjen trefåresteklar. Inga underarter finns listade i Catalogue of Life.